# Liste der Hörfunksender in Slowenien
Die folgende Liste ist eine Liste der Hörfunksender in Slowenien. Die folgende Liste gliedert Hörfunksender, die in Slowenien ausgestrahlt werden, nach Programmtyp der Sender. Die Liste schließt reine Internetradios, reine DAB+-Hörfunksender und Einspeisungen in Kabelnetze aus.

## Landesweit hörbare Hörfunksender

### Öffentlich-rechtliche Sender vonRadio Televizija Slovenija
| Sendername                   | Verbreitungswege  | Programmtyp | Internetseite |
| ---------------------------- | ----------------- | --- | ------------- |
| Radio Slovenija - 1. program | UKW, DAB+, DVB-S2 | Information, Nachrichten, Oldie-, Volks- und Volksstümmliche Musik, Kultur                                                                         |               |
| Val 202                      | UKW, DAB+, DVB-S2 | Information, Adult Contemporary, Rock-, Indie-, Alternative und Popmusik, Sport                                                                    |               |
| Ars                          | UKW, DAB+, DVB-S2 | Kultur, E-Musik, Jazz, Religion, Weltmusik, Konzerte, Literatur                                                                                    |               |
| Radio Slovenia International | UKW, DAB+, DVB-S2 | Information in Slowenischer, Englischer und Deutscher Sprache, Adult Contemporary, Rock-, Indie-, Alternative und Popmusik, Touristische Sendungen |               |

### Privatradios
| Sendername   | Verbreitungswege | Programmtyp                                                               | Internetseite |
| ------------ | ---------------- | ------------------------------------------------------------------------- | ------------- |
| Radio Center | UKW, DAB+        | Popmusik, Top-40 Format                                                   |               |
| Radio 1      | UKW, DAB+        | Popmusik, Top-40 Format                                                   |               |
| Radio Aktual | UKW, DAB+        | Popmusik und Schlager aus ehemaligen Jugoslawischen Staaten und Slowenien |               |

### Nichtkommerzielle Sender
| Sendername     | Verbreitungswege | Programmtyp                                                                    | Internetseite |
| -------------- | ---------------- | ------------------------------------------------------------------------------ | ------------- |
| Radio Ognjišče | UKW, DAB+        | Christlicher Sender, Christliche Musik, Volks-, Volksstümmliche und Oldiemusik |               |

## Landesweit (regional) hörbareHörfunksenderund Lokalsender

### Regionalstudios vonRadio Televizija Slovenija
| Sendername    | Verbreitungswege | Programmtyp                                                                           | Internetseite |
| ------------- | ---------------- | ------------------------------------------------------------------------------------- | ------------- |
| Radio Koper   | UKW, MW, DAB+    | Regionalradio für die slowenische Küstenregion mit Oldie-, Pop-, Rock- und Volksmusik |               |
| Radio Maribor | UKW, DAB+        | Regionalradio für Nordosten Sloweniens mit Oldie-, Pop-, Rock- und Volksmusik         |               |

### Minderheitssender vonRadio Televizija Slovenija
| Sendername               | Verbreitungswege      | Programmtyp | Internetseite |
| ------------------------ | --------------------- | --- | ------------- |
| Pomurski madžarski radio | UKW, MW, DAB+         | Minderheitsradiosender für die Ungarischsprachige Minderheit im Nordosten Sloweniens mit Oldie-, Pop- und Volksmusik                           |               |
| Radio Capodistria        | UKW, MW, DAB+, DVB-S2 | Minderheitsradiosender für die Italienischsprachige Minderheit in der Slowenischen Küstenregion mit Pop-, Rock-, Indie- und Alternativer Musik |               |

### Studentenradios
| Sendername                      | Verbreitungswege | Programmtyp                  | Internetseite |
| ------------------------------- | ---------------- | ---------------------------- | ------------- |
| Mariborski radio Študent (MARŠ) | UKW              | Studentenradio aus Maribor   |               |
| Radio Študent                   | UKW, DAB+        | Studentenradio aus Ljubljana |               |

### Regionalsender mit speziellem Status
| Sendername             | Verbreitungswege | Programmtyp | Internetseite |
| ---------------------- | ---------------- | --- | ------------- |
| Murski val             | UKW, MW, DAB+    | Regionalradio aus Murska Sobota für die Region Pomurje mit Pop-, Oldie- und Volksmusik                                          |               |
| Radio Ptuj             | UKW, DAB+        | Regionalradio aus Ptuj für die Region Štajerska (Slowenische Steiermark) mit Pop-, Oldie- und Volksmusik                        |               |
| Radio Slovenske gorice | UKW              | Regionalradio aus Lenart v Slovenskih goricah für die Region Štajerska (Slowenische Steiermark) mit Pop-, Oldie- und Volksmusik |               |
| Koroški radio          | UKW, DAB+        | Regionalradio aus Slovenj Gradec für die Region Koroška (Slowenische Kärnten) mit Pop-, Oldie- und Volksmusik                   |               |
| Štajerski val          | UKW, DAB+        | Regionalradio aus Šmarje pri Jelšah für die Region Savinjska mit Pop-, Oldie- und Volksmusik                                    |               |
| Radio Celje            | UKW, DAB+        | Regionalradio aus Celje für die Region Savinjska mit Pop-, Oldie- und Volksmusik                                                |               |
| Radio Kranj            | UKW, DAB+        | Regionalradio aus Kranj für die Region Gorenjska (Oberkrain) mit Pop-, Oldie- und Volksmusik                                    |               |

### Lokalsender mit speziellem Status
| Sendername    | Verbreitungswege | Programmtyp | Internetseite |
| ------------- | ---------------- | --- | ------------- |
| Radio Prlek   | UKW              | Lokalradio aus Ormož für die Region Štajerska (Slowenische Steiermark) mit Pop-, Oldie- und Volksmusik               |               |
| Radio Rogla   | UKW              | Lokalradio aus Slovenske Konjice für die Region Savinjska mit Pop-, Oldie- und Volksmusik                            |               |
| Radio Krka    | UKW, DAB+        | Lokalradio aus Novo mesto für die Region Dolenjska (Unterkrain) mit Pop- und Oldiemusik                              |               |
| Radio Sraka   | UKW, DAB+        | Lokalradio aus Novo mesto für die Region Dolenjska (Unterkrain) mit Pop-, Oldie-, Volks- und Volksstümmlicher Musik  |               |
| Radio Univox  | UKW              | Lokalradio aus Kočevje für die Region Dolenjska (Unterkrain) mit Pop- und Oldiemusik                                 |               |
| Radio Gorenc  | UKW              | Lokalradio aus Tržič für die Region Gorenjska (Oberkrain) mit Pop-, Oldie-, Volks- und Volksstümmlicher Musik        |               |
| Radio Sora    | UKW, DAB+        | Lokalradio aus Škofja Loka für die Region Gorenjska (Oberkrain) mit Pop-, Oldie-, Volks- und Volksstümmlicher Musik  |               |
| Radio Triglav | UKW, DAB+        | Lokalradio aus Jesenice für die Region Gorenjska (Oberkrain) mit Pop-, Oldie-, Volks- und Volksstümmlicher Musik     |               |
| Radio 94      | UKW, DAB+        | Lokalradio aus Postojna für die Region Notranjska mit Pop-, Oldie-, Volks- und Volksstümmlicher Musik                |               |
| Radio Robin   | UKW, DAB+        | Lokalradio aus Nova Gorica für die Region Goriška (Westslowenien) mit Pop- und Oldiemusik                            |               |
| Radio Velenje | UKW, DAB+        | Lokalradio aus Velenje für das Šalek-Tal-Gebiet mit überwiegend Slowenischer Pop-, Volks- und Volksstümmlicher Musik |               |

### Regional- und Lokalsender mit speziellem Status
| Sendername                                 | Verbreitungswege | Programmtyp                                                                                                 | Internetseite |
| ------------------------------------------ | ---------------- | --- | ------------- |
| Primorski val (Alpski val und Radio Odmev) | UKW, DAB+        | Regionalradio aus Kobarid und Idrija für die Region Goriška (Westslowenien) mit Pop-, Oldie- und Volksmusik |               |

### Regional- und Lokalsender ohne speziellem Status
| Sendername    | Verbreitungswege | Programmtyp | Internetseite |
| ------------- | ---------------- | --- | ------------- |
| Radio Maxi    | UKW, DAB+        | Lokalradio aus Ljutomer für die Region Pomurje (Nordosten Sloweniens) mit Pop-, Oldie- und Volksmusik                            |               |
| Radio Romic   | UKW              | Lokalradio aus Murska Sobota für die Romaminderheit in der Region Pomurje (Nordosten Sloweniens) mit Pop-, Oldie- und Volksmusik |               |
| Radio Pohorje | UKW              | Lokalradio aus Maribor mit Slowenischer und Kroatischer Pop-, Oldie- und Volksmusik                                              |               |
| Zeleni val    | UKW              | Lokalradio aus Grosuplje mit überwiegend Slowenischer Pop- und Volksmusik                                                        |               |

### Privatradios
| Sendername     | Verbreitungswege | Programmtyp                                                                         | Internetseite |
| -------------- | ---------------- | ----------------------------------------------------------------------------------- | ------------- |
| Radio 1 80-a   | UKW, DAB+        | Sender aus Ljubljana mit Pop- und Oldiemusik                                        |               |
| Net FM         | UKW, DAB+        | Sender aus Maribor mit Popmusik                                                     |               |
| Rock Maribor   | UKW              | Sender aus Maribor mit Rock-, Metal-, Indie- und Alternativer Musik                 |               |
| Radio City     | UKW, DAB+        | Sender aus Maribor mit Popmusik                                                     |               |
| MojRadio       | UKW, DAB+        | Sender aus Velenje mit Pop- und Oldiemusik                                          |               |
| Radio Fantasy  | UKW, DAB+        | Sender aus Celje mit Popmusik                                                       |               |
| Rock Radio     | UKW, DAB+        | Sender aus Ljubljana mit Rock-, Metal-, Indie- und Alternativer Musik               |               |
| Radio Antena   | UKW, DAB+        | Sender aus Ljubljana mit Popmusik                                                   |               |
| Radio Bob      | UKW, DAB+        | Sender aus Ljubljana mit Rock-, Metal-, Indie- und Alternativer Musik               |               |
| Radio Ekspres  | UKW, DAB+        | Sender aus Ljubljana mit Pop- und Oldiemusik                                        |               |
| Radio Hit      | UKW              | Sender aus Domžale mit Popmusik                                                     |               |
| Best FM        | UKW, DAB+        | Sender aus Ljubljana mit Turbofolkmusik                                             |               |
| Radio Veseljak | UKW, DAB+        | Sender aus Ljubljana mit 100 % Slowenischer Volks-, Pop- und Volksstümmlicher Musik |               |
| Radio Capris   | UKW, DAB+        | Sender aus Koper mit Popmusik                                                       |               |

## Abgeschaltete Radiosender
| Sender                                                                  | Abschaltdatum     | Sender, der auf ehemaligen Frequenzen hörbar ist |
| ----------------------------------------------------------------------- | ----------------- | ------------------------------------------------ |
| Poslovni val (Slovenski poslovni kanal)                                 | 11. April 2007    | Radio 1                                          |
| Radio Bakla                                                             | Mai 2008          | Radio 1, später Rock Celje                       |
| Turistični radio Potepuh                                                | ?                 | ?                                                |
| Radio Plus                                                              | 2010              | Radio Bit                                        |
| Notranjski radio Logatec (NTR)                                          | ?                 | Radio 94                                         |
| Radio Bit                                                               | 9. November 2011  | Radio Top                                        |
| Radio Gama MM                                                           | 3. April 2006     | Radio Ekspres                                    |
| Radio Fantasy                                                           | 1. Januar 2012    | Radio Antena                                     |
| Radio Geoss                                                             | 16. Februar 2008  | Radio 1                                          |
| Radio glas Ljubljane                                                    | 31. Dezember 2007 | Radio Aktual                                     |
| Radio Hrvatini                                                          | 31. Dezember 2007 | Radio Tartini                                    |
| Celjski val                                                             | ?                 | Radio 1                                          |
| Radio Klasik                                                            | 31. December 2007 | Radio 1                                          |
| Radio Max                                                               | 18. April 2007    | Radio 1                                          |
| Radio Morje                                                             | 18. April 2007    | Radio 1                                          |
| Radio Portorož                                                          | 18. April 2007    | Radio 1                                          |
| Radio Sevnica                                                           | 2007              | Radio Veseljak                                   |
| Radio Brežice                                                           | 3. Januar 2008    | Radio Aktual, später Radio Veseljak              |
| Radio Šport                                                             | 11. April 2007    | Radio 1                                          |
| Radio Val (Sežana)                                                      | 18. April 2007    | Radio 1                                          |
| Radio Tempo                                                             | 1. Mai 2010       | Radio Center                                     |
| Radio Radlje                                                            | 15. Februar 2010  | Radio 1                                          |
| Radio Orion                                                             | 16. Juni 2008     | Radio 1                                          |
| Radio Energy                                                            | 1. Oktober 2008   | Radio Center                                     |
| Radio Urban                                                             | 15. Juni 2009     | Radio 1                                          |
| Radio Odeon                                                             | 2. Februar 2009   | Radio 1                                          |
| Radio Dur                                                               | 4. Mai 2011       | Radio Pacient                                    |
| Radio Pacient                                                           | 1. Dezember 2012  | Radio Center, von 8. September 2014 Rock Radio   |
| Radio Viva                                                              | 16. April 2012    | Radio 1                                          |
| Radio Grom                                                              | 19. März 2012     | Radio 1                                          |
| Studio D                                                                | 11. Januar 2012   | Radio Aktual                                     |
| Radio Nova                                                              | 12. April 2012    | Radio Center                                     |
| Radio Snoopy                                                            | 12. April 2012    | Radio Center                                     |
| Radio Goldi                                                             | 12. April 2012    | Radio 1                                          |
| Radio Ljubljana                                                         | Oktober 2012      | Radio S                                          |
| Radio Belvi                                                             | 1. Januar 2012    | Radio Antena                                     |
| Radio Tartini                                                           | 2011              | Radio Aktual                                     |
| Radio Kum                                                               | 3. November 2014  | Radio Aktual                                     |
| Radio Radio                                                             | 30. Januar 2015   | Radio 1                                          |
| Radio Alfa                                                              | 20. Januar 2014   | Radio Center                                     |
| Radio S                                                                 | 23. November 2015 | Radio 2                                          |
| Radio Antena Gorenjska                                                  | 1. Februar 2016   | Radio 1                                          |
| Radio Antena Maribor                                                    | 17. Januar 2016   | Rock Maribor                                     |
| Radio Europa 05                                                         | 17. Oktober 2016  | Radio Bob                                        |
| Radio Top                                                               | 17. Januar 2016   | Rock Radio                                       |
| Radio Antena Štajerska                                                  | 3. Januar 2018    | Radio Fantasy                                    |
| Radio Laser                                                             | 4. Juni 2019      |                                                  |
| Radio Velenje                                                           | 31. Dezember 2021 | Radio Veseljak                                   |
| Radio Brezje                                                            | April 2022        | Radio Veseljak                                   |
| Radio Salomon (sendet nicht mehr auf UKW; weiterhin auf DAB+ verfügbar) | 11. November 2022 | Best FM                                          |
| Odprti radio                                                            | 25. November 2022 | Radio Salomon                                    |
| Radio 2                                                                 | 23. Januar 2023   | Radio 1 80-a                                     |
| Rock Celje                                                              | 1. Juni 2023      | Best FM                                          |